# Леодамант Фасосский
Леодамант Фасосский (др.-греч. Λεωδάμας; вторая половина V — первая половина IV в. до н. э.) — древнегреческий математик. Происходил с острова Фасос. Современник Архита Тарентского и Теэтета Афинского. Был близок к Платону. Согласно Диогену Лаэртскому, Платон подсказал Леодаманту аналитический способ исследования (D.L. III, 24). Прокл в комментарии к Евклиду, указывая, что во время Леодаманта также жили Архит Тарентский и Теэтет Афинский, относит всех троих к тем, «благодаря которым увеличилось число теорем, и геометрия приобрела более научный и систематический характер».